# ルカ・シャマニッチ
ルカ・シャマニッチ（Luka Šamanić, 2000年1月19日 - ）は、クロアチア・ザグレブ出身のプロバスケットボール選手。ポジションはパワーフォワード。

## 経歴

### 若齢期
クロアチアのザグレブで生まれた。父親のマルコ・サマニッチは、スロベニアのクラブ、KK・クルカとともに、ユーロリーグなど欧州のクラブチームで19年間プロバスケットボール選手としてプレーした。父親の経歴により、ルカは幼い頃から多くの国に移住した。彼は生後9か月のときにベルギーに移り、後にスロベニアとドイツにも移住した。
サッカー、ハンドボール、テニスなどのさまざまなスポーツをして育ち、ブレイクダンスも練習した。。11歳になるまでに、最後に試みたスポーツであるバスケットボールをプレーしなかった。サッカーのプレー経験がバスケットボール選手として能力向上に寄与していることを認めている。

### サンアントニオ・スパーズ(2019-2021)
2019年6月20日に2019年のNBAドラフト1巡目19位でサンアントニオ・スパーズに指名され、7月1日、ルーキー契約を結んだ。
スパーズで2シーズンで36試合に出場し平均3.8得点2.2リバウンドを記録したが、2021年10月11日に解雇された。

### ウェストチェスター・ニックス(2021-2022)
2021年10月15日にニューヨーク・ニックスとツーウェイ契約を結んだ。
2021-22シーズンはNBAGリーグのウェストチェスター・ニックスで活躍していたが、NBAでの出場がないまま、2022年3月17日に解雇された。

### メイン・セルティックス(2022-2023)
2022年9月22日、ボストン・セルティックスと契約したが 、10月10日解雇された.。2022年10月24日、メイン・セルティックスのトレーニングキャンプロースターに入った。

### ユタ・ジャズ(2023-2024)
2023年3月28日、ユタ・ジャズと10日間契約を結び、、4月7日に複数年契約を結んだ。

### フェネルバフチェ・ベコ(2024)
2024年8月5日、ユーロリーグとBSLに所属するフェネルバフチェ・ベコへ2年契約で加入すると発表されたが、9月13日、双方同意の上で契約が解除されたことが発表され、フェネルバフチェ側はシャマニッチの2024-2025シーズンにおける保有権を所持していると発表している。

## 代表歴
ポーランドのラドムで開催された2016年FIBAヨーロッパアンダー16チャンピオンシップでクロアチア代表チームデビューを果たした。2016年8月16日、対スウェーデン戦で74-67の勝利した試合で、17ポイント、15リバウンド、5アシスト、9ブロックを記録したう。大会最終戦で、24ポイントと12リバウンドを記録し、3ポイントを9本中4本成功させたものの、トルコに敗れた。クロアチアが4位でフィニッシュしたとき、サマニッチは1試合あたり平均17.7ポイント、10.4リバウンド、2.9ブロックで、オールスターファイブの栄誉を獲得した。2017年、エストニアのタリンで開催されたFIBAヨーロッパアンダー18選手権ディビジョンBで、サマニッチは21ポイント、8リバウンド、4スティール、3ブロックを記録し、イギリスにオーバータイムで勝利し、クロアチアを金メダルに導いた。サマニッチはゲーム平均13.3ポイント、7.3リバウンド、1.8スティール、1.6ブロックでオールスターファイブに選ばれ、しトーナメントMVPを獲得した。サマニッチは、ラトビアで開催された2018FIBAヨーロッパ18歳未満選手権にも参加し、2018年8月3日、ウクライナ戦で、29ポイント、10リバウンド、4ブロックを記録し、3ポイントラインから5本すべてを成功させ、勝利を掴んだ。この大会では1試合平均17ポイント、7.7リバウンド、1.8ブロックを記録し、クロアチアは11位でフィニッシュした。

## 個人成績

### レギュラーシーズン
| シーズン | チーム | GP | GS | MPG  | FG%  | 3P%  | FT%  | RPG | APG | SPG | BPG | PPG |
| -------- | ------ | -- | -- | ---- | ---- | ---- | ---- | --- | --- | --- | --- | --- |
| 2019–20  | SAS    | 3  | 1  | 16.0 | .313 | .375 | .750 | 3.3 | 2.0 | .0  | .7  | 5.3 |
| 2020–21  | SAS    | 33 | 4  | 9.3  | .448 | .279 | .552 | 2.1 | .5  | .2  | .2  | 3.7 |
| 2022–23  | Utah   | 7  | 4  | 23.0 | .456 | .258 | .692 | 4.3 | 2.1 | .9  | .3  | 9.9 |
| Career   | Career | 43 | 9  | 9.9  | .438 | .280 | .609 | 2.5 | .8  | .3  | .3  | 4.8 |